# سندمن

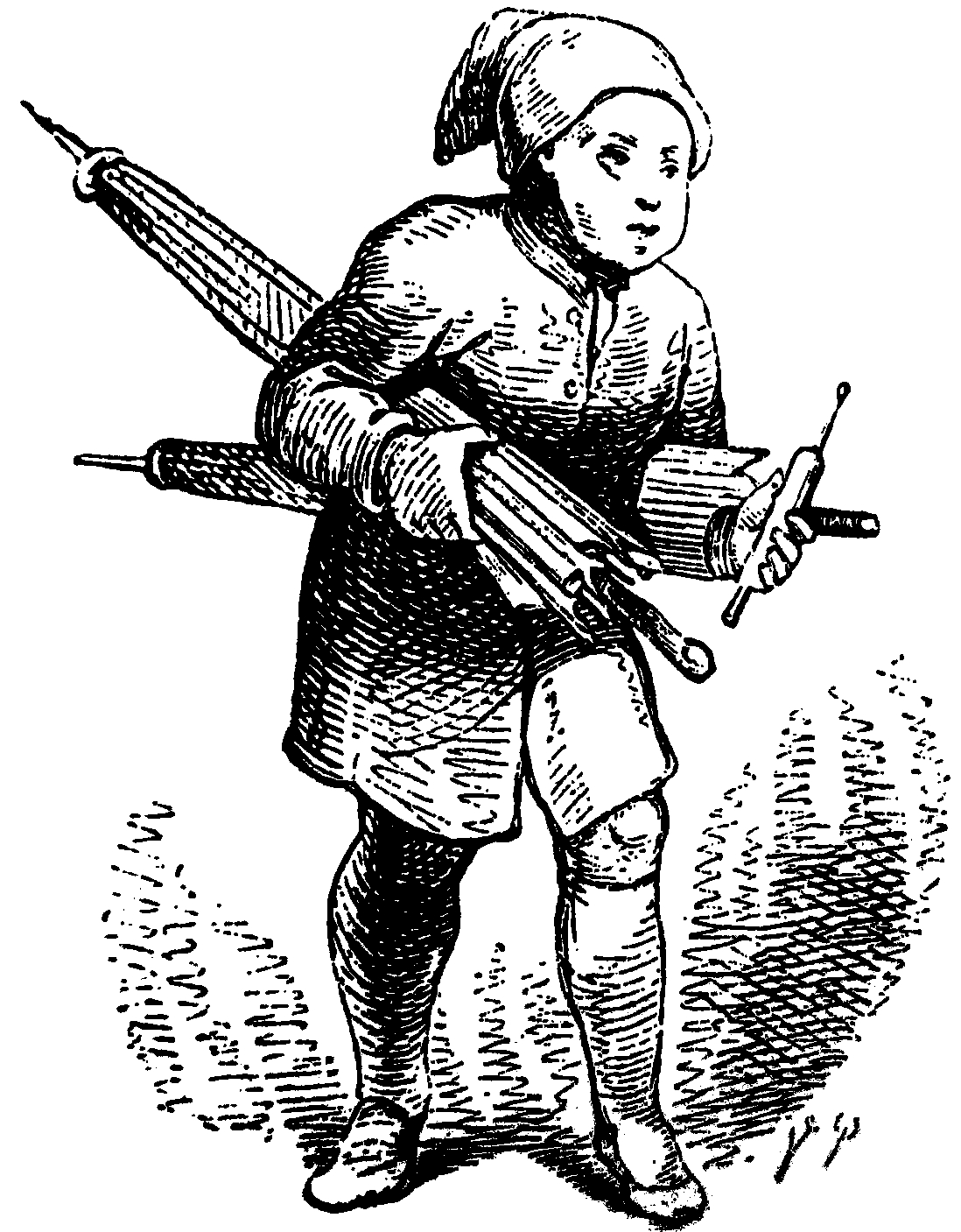
ویلهلم پدرسون این نمایش از سندمن را برای سندمن برای سرزمین پریان "Ole Lukøje" (آقای سندمن) توسط هانس کریستین آندرسون کشیده است.

سندمن یک شخصیت افسانه‌ای در باور عامهٔ اروپای شمالی و غربی است، که افراد را به خواب می‌برد و با پاشیدن شن با آب‌پاش جادویی در چشم افراد برایشان خواب‌های خوب به ارمغان می‌آورد (برای مثال ترشحات (قی چشم)).

## نمود در فرهنگ عامه‌ی سنتی
سندمن یک شخصیت سنتی در بسیاری از داستان‌ها و کتاب‌های کودکان است. در فرهنگ عامه‌ی اسکاندیناوی، گفته می‌شود که او در رو یا درون چشم کودک در شب خاک و شن می‌ریزد و او را به خواب می‌برد. شن یا «خواب» (قی چشم) در هنگام بیدار شدن از خواب نتیجه‌ی کار سندمن در شب قبل از خواب تلقی می‌شود.

## ادبیات
ای. تی. هافمن (۱۸۲۲-۱۷۷۶) داستانی در ۱۸۱۶ به‌نام در سندمن دارد، که نشان می‌دهد چقدر این شخصیت می‌تواند شیطانی ساخته شود. بر اساس پرستار شخصیت اصلی، او در چشمان کودکانی که نمی‌خوابند شن می‌ریزد، در نتیجه چشمانش توسط سندمن جمع‌آوری می‌شود، و سندمن چشم آن‌ها را به لانه‌ی خود بر روی ماه می‌برد و به‌عنوان غذا برای بچه‌های خود استفاده می‌کند. شخصیت اصلی داستان، برای ارتباط دادن این موجود شیطانی با همکار پدرش «کوپلیوس» رشد می‌کند. در فرهنگ عامه‌ی رومانیایی شخصیت مشابهی با نام «موس انه» (انه‌ی پیش‌کسوت) وجود دارد.

داستان عامه‌ی اوله لوکُی (Ole Lukøje)  هنس کریستین آندرسون، سندمن را با نام اوله لوکُی، با ارتباط‌دهی خواب‌های القایی او به یک پسر جوان در طول هفته با تکنیک جادویی‌اش در شن‌پاشی در چشم بچه‌ها، معرفی می‌کند. «اوله» یک نام دانمارکی است و «لوکُی» به من «چشم‌بستن» است. اندرسون می‌نویسد:
هیچ‌کس در دنیا نیست که داستان‌های زیادی مانند Ile-Lik-Oie بداند، یا اینکه بتواند به‌خوبی آن‌ها را نقل کند. در غروب، وقتی کودکان روی میزهایشان یا روی صندلی‌های کوچکشان نشسته‌اند، او از به‌آرامی از پله‌ها بالا می‌آید، چون جوراب‌هایش را پوشیده است. بدون کوچک‌ترین صدایی در را می‌گشاید، مقدار خیلی کمی از خاک خیلی مرغوب را در چشم‌هایش می‌ریزد، فقط مقداری که برای جلوگیری آن‌ها از چشم‌هایشان جلوگیری کند، و آن‌ها نتوانند او را ببینند. سپس پشت آن‌ها می‌خزد و به‌آرامی بر روی گردنشان فوت می‌کند، تا گردنشان شروع به افتادن کند. اما Ile-Lik-Oie نمی‌خواهد به آن‌ها آسیب بزند. چون اون خیلی به کودکان علاقه‌مند است و می‌خواد آن‌ها ساکت شوند و ممکن است برایشان داستان‌های زیبا نقل کند، و آن‌ها هرگز ساکت نیستند مگر این‌که در تخت‌خواب باشند و بخوابند. به محض این‌که آن‌ها به خواب می‌روند، Ole-Luk-Oie خودش را بر روی تخت می‌نشاند. او به خوبی لباس پوشیده است. کت او از ابریشم خالص است و دشوار است که بتوان رنگش را گفت. چون از سبز به قرمز و از قرمز به آبی تغییر می‌کند، و همچنین از سمتی به سمتی تغیر می‌کند. زیر هر بازویش چتری حمل می‌کند. یکی از آن‌ها با عکس‌هایی در درونش را بر روی بچه‌های خوب پهن می‌کند و آن‌ها زیباترین خواب‌ها را در طول شب می‌بینند. اما چتر دیگر عکسی ندارد و بر روی بچه‌های سرکش می‌اندازد و به خوابی سنگین می‌برد. پس در حالی که ابداً خوابی ندیده‌اند از خواب بر می‌خیزند.

در ترجمه‌ی سوئدی، او جان (John) یا جان بلوند (John Blund) نامیده می‌شود و در ترجمه‌ی آفریکانس (زبانی که در آفریقای جنوبی به آن صحبت می‌شود) و هلندی به عنوان «کلاس وَکی (Klaas Vakie)» نامیده می‌شود.

## همچنین نگاه کنید
- در رویاهای (Roy Orbison آهنگ)
- الهه – Greek God of Dreams
- "آقای Sandman" (آهنگ)
- The Sandman (comic book)
- The Santa Clause 3: The Escape Clause (فیلم)
- اندکی Willie Winkie – یک اسکاتلندی قافیه مهد کودک را تجسم خواب
- Enter Sandman (آهنگ)
- ظهور نگهبان (فیلم)